# Liga Femenina 2 de baloncesto 2014-15
La Liga Femenina 2 de baloncesto 2014-15 fue la 14.ª temporada de la segunda máxima competición de clubes femeninos de baloncesto en España, organizada por la Federación Española de Baloncesto.

## Formato
- Liga regular: participaron 24 equipos divididos en dos grupos de doce equipos cada uno.[1] En cada grupo jugaron todos contra todos en partidos de ida/vuelta en 22 jornadas.
- Fase final: los cuatro primeros de ambos grupos disputaron en una misma sede la fase de ascenso a Liga Femenina, se dividieron en dos grupos de cuatro equipos, dos del grupo A y 2 del grupo B según el orden de clasificación. Los dos mejores de cada grupo pasaron a las semifinales. El ganador de cada una de ellas ascendió deportivamente a Liga Femenina.[2]
- Los dos últimos clasificados en la liga regular en cada grupo descendieron a Primera División Femenina.

## Equipos por comunidad autónoma

### Grupo A
| Comunidad autónoma | N.º | Equipos |
| ------------------ | --- | --- |
| Asturias           | 2   | ADBA (Avilés) Universidad de Oviedo (Oviedo) |
| Castilla y León    | 2   | León Cuna del Parlamentarismo (León) Universidad de Valladolid (Valladolid)                                                                      |
| Extremadura        | 1   | Badajoz Basket Femenino (Badajoz) |
| Galicia            | 5   | RC Celta Selmark (Vigo) Durán Maquinaria Ensino (Lugo) Portomar Cortegada (Villagarcía de Arosa) CB Arxil (Pontevedra) Pabellón Ourense (Orense) |
| País Vasco         | 2   | Gdko Bizkaia (Galdácano) ADB Araski AES (Vitoria)                                                                                                |

### Grupo B
| Comunidad autónoma  | N.º | Equipos |
| ------------------- | --- | --- |
| Andalucía           | 1   | Syngenta CB Almería (Almería) |
| Canarias            | 1   | Ciudad de los Adelantados (San Cristóbal de La Laguna)                                                                              |
| Cataluña            | 2   | Snatt's Femení Sant Adrià (San Adrián de Besós) Segle XXI (Barcelona)                                                               |
| Comunidad de Madrid | 5   | Grupo EM Leganés (Leganés) Fundal Alcobendas (Alcobendas) Plenilunio DO (Madrid) Movistar Estudiantes (Madrid) CREF ¡Hola! (Madrid) |
| Islas Baleares      | 2   | Instituto de Fertilidad Air Europa (El Arenal) CB Andratx (Andrach)                                                                 |
| Región de Murcia    | 1   | UCAM Jairis (Alcantarilla) |

## Liga Regular

### Grupo A
| | Equipo                        | Puntos | J  | G  | P  | PF   | PC   | DP   |
| --- | ----------------------------- | ------ | -- | -- | -- | ---- | ---- | ---- |
| 1 | Gdko Bizkaia                  | 42     | 22 | 20 | 2  | 1627 | 1158 | 469  |
| 2 | Durán Maquinaria Ensino       | 41     | 22 | 19 | 3  | 1506 | 1309 | 197  |
| 3 | CB Arxil                      | 38     | 22 | 16 | 6  | 1488 | 1348 | 140  |
| 4 | León Cuna del Parlamentarismo | 37     | 22 | 15 | 7  | 1615 | 1415 | 200  |
| 5 | Portomar Cortegada            | 37     | 22 | 15 | 7  | 1431 | 1258 | 173  |
| 6 | RC Celta Selmark              | 35     | 22 | 13 | 9  | 1416 | 1332 | 84   |
| 7 | ADB Araski AES                | 34     | 22 | 12 | 10 | 1393 | 1299 | 94   |
| 8 | Badajoz Basket Femenino       | 30     | 22 | 8  | 14 | 1385 | 1474 | -89  |
| 9 | ADBA                          | 28     | 22 | 6  | 16 | 1334 | 1563 | -229 |
| 10 | Universidad de Oviedo         | 26     | 22 | 4  | 18 | 1216 | 1509 | -293 |
| 11 | Universidad de Valladolid     | 25     | 22 | 3  | 19 | 1158 | 1465 | -307 |
| 12 | Pabellón Ourense              | 23     | 22 | 1  | 21 | 1202 | 1641 | -439 |
| Fuente: Federación Española de Baloncesto: Clasificación de la Liga Femenina 2 - Grupo A; actualización automática |                               |        |    |    |    |      |      |      |

### Grupo B
| | Equipo                             | Puntos | J  | G  | P  | PF   | PC   | DP   |
| --- | ---------------------------------- | ------ | -- | -- | -- | ---- | ---- | ---- |
| 1 | CREF ¡Hola!                        | 42     | 22 | 20 | 2  | 1638 | 1219 | 419  |
| 2 | Fundal Alcobendas                  | 40     | 22 | 18 | 4  | 1671 | 1491 | 180  |
| 3 | Grupo EM Leganés                   | 39     | 22 | 17 | 5  | 1541 | 1348 | 193  |
| 4 | Plenilunio DO                      | 36     | 22 | 14 | 8  | 1485 | 1400 | 85   |
| 5 | Snatt's Femení Sant Adrià          | 35     | 22 | 13 | 9  | 1373 | 1369 | 4    |
| 6 | Instituto de Fertilidad Air Europa | 33     | 22 | 11 | 11 | 1372 | 1398 | -26  |
| 7 | Segle XXI                          | 32     | 22 | 10 | 12 | 1326 | 1340 | -14  |
| 8 | Movistar Estudiantes               | 30     | 22 | 8  | 14 | 1327 | 1399 | -72  |
| 9 | UCAM Jairis                        | 29     | 22 | 7  | 15 | 1326 | 1368 | -42  |
| 10 | CB Andratx                         | 27     | 22 | 5  | 17 | 1283 | 1514 | -231 |
| 11 | Ciudad de los Adelantados          | 27     | 22 | 5  | 17 | 1320 | 1487 | -167 |
| 12 | Syngenta CB Almería                | 26     | 22 | 4  | 18 | 1190 | 1519 | -329 |
| Fuente: Federación Española de Baloncesto: Clasificación de la Liga Femenina 2 - Grupo B; actualización automática |                                    |        |    |    |    |      |      |      |

## Fase Final

### Grupo 1
| | Equipo                        | Puntos | J | G | P | PF  | PC  | DP |
| --- | ----------------------------- | ------ | - | - | - | --- | --- | -- |
| 1 | Grupo EM Leganés              | 5      | 3 | 2 | 1 | 202 | 208 | -6 |
| 2 | Fundal Alcobendas             | 5      | 3 | 2 | 1 | 194 | 180 | 14 |
| 3 | Gdko Bizkaia                  | 4      | 3 | 1 | 2 | 195 | 203 | -8 |
| 4 | León Cuna del Parlamentarismo | 4      | 3 | 1 | 2 | 201 | 201 | 0  |
| Fuente: Federación Española de Baloncesto: Clasificación de la Liga Femenina 2 - Final Grupo 1; actualización automática |                               |        |   |   |   |     |     |    |

### Grupo 2
| | Equipo                  | Puntos | J | G | P | PF  | PC  | DP  |
| --- | ----------------------- | ------ | - | - | - | --- | --- | --- |
| 1 | CREF ¡Hola!             | 6      | 3 | 3 | 0 | 229 | 165 | 64  |
| 2 | Plenilunio DO           | 4      | 3 | 1 | 2 | 170 | 200 | -30 |
| 3 | CB Arxil                | 4      | 3 | 1 | 2 | 172 | 185 | -13 |
| 4 | Durán Maquinaria Ensino | 4      | 3 | 1 | 2 | 169 | 190 | -21 |
| Fuente: Federación Española de Baloncesto: Clasificación de la Liga Femenina 2 - Final Grupo 2; actualización automática |                         |        |   |   |   |     |     |     |

### Partidos para el ascenso
| Equipo 1          | Resultado | Equipo 2      |
| ----------------- | --------- | ------------- |
| Grupo EM Leganés  | 65-68     | Plenilunio DO |
| Fundal Alcobendas | 68-77     | CREF ¡Hola!   |

## Postemporada
Ascendieron a Liga Femenina:
- CREF ¡Hola! (Campeonas).
- (  Plenilunio DO (Subcampeonas) renunció al ascenso).
- (  Añares Rioja ISB ascendió al ocupar una vacante, desde Primera División Fem).[3]

Descendieron de Liga Femenina:
- CB Al-Qázeres Extremadura.
- Rivas Ecópolis (renunció a la Liga Femenina).[4]
- (  Campus Promete no descendió por la renuncia del  Rivas Ecópolis).

Descendieron a Primera División Fem:
- Pabellón Ourense.
- Universidad de Valladolid.
- (  Syngenta CB Almería y  Ciudad de los Adelantados también en posiciones de descenso, mantuvieron la categoría al ocupar vacantes).

Ascendieron desde Primera División Fem:
- Olímpico 64 Colegio Santa Gema.
- Lima-Horta Barcelona.
- CB Adareva.
- Picken Claret (al ocupar vacantes).
- Azulejos Moncayo BFA (al ocupar vacantes).

La Liga Femenina 2 se ampliaría a 28 equipos en la siguiente temporada.